# Freda Porter
 Freda Porter  (* 14. Oktober  1957 in Lumberton, North Carolina, Vereinigte Staaten) ist eine US-amerikanische Mathematikerin. 

## Leben und Werk
Porter wurde als Mitglied des Lumbee-Stammes in Lumberton  geboren. 1978 erwarb sie ihren Bachelor of Science in angewandter Mathematik an der Pembroke State University. Nach Abschluss eines IBM Graduate Internship Program studierte sie an der North Carolina State University, wo sie 1981 einen Master in Angewandter Mathematik mit Nebenfach Informatik erwarb. 1991 promovierte sie bei Michael Charles Reed an der Duke University mit der Dissertation: A Numerical Study of Propagation of Singularities for Semilinear Hyperbolic Systems. Danach unterrichtete sie Mathematik an der Pembroke State University, anschließend an der University of North Carolina at Chapel Hill, wo sie 1998 eine Zertifizierung als Betreiberin von Wasserverschmutzungskontrollsystemen erhielt. Von 1994 bis 1999 war sie Mitglied des Komitees für die Beteiligung von Minderheiten an der Mathematical Association of America in Mathematik. Von 1994 bis 1995 war sie als ASEE Faculty Fellow Beraterin des Langley Research Center und Beraterin der Abteilung für Ökosystemforschung der Environmental Protection Agency in Athens (Georgia). 1996 war sie eine von 20 zeitgenössischen afroamerikanischen, lateinamerikanischen und indianischen Wissenschaftlern, die in der Public Broadcasting Service -Dokumentation "Break Through: Das sich wandelnde Gesicht der Wissenschaft in Amerika" vorgestellt wurden. Seit 1997 ist sie Präsidentin und CEO von Porter Scientific, Inc. in Pembroke, North Carolina, einem Dienstleistungsunternehmen für Umwelt- und Informationstechnologie. Von 2006 bis 2013 war sie Treuhänderin des Smithsonian National Museum of the American Indian.